# عنکبوت ریزه‌میزه
عنکبوت ریزه میزه (به انگلیسی: Itsy Bitsy Spider) نام ترانه‌ای استودیویی اثر گروه آکوا که در سال ۱۹۹۵ خوانده شده‌است.
این آهنگ اولین تک‌آهنگ گروه آکوا است.